# Asperula markothensis
Asperula markothensis är en måreväxtart som beskrevs av Michail Klokov. Asperula markothensis ingår i släktet färgmåror, och familjen måreväxter. Inga underarter finns listade i Catalogue of Life.